# Монкорне (Эна)
Монкорне́ (фр. Montcornet) — коммуна во Франции, находится в регионе Пикардия. Департамент коммуны — Эна. Входит в состав кантона Вервен. Округ коммуны — Вервен.
Код INSEE коммуны — 02502.

## Население
Население коммуны на 2010 год составляло 1543 человека.
| 1962 | 1968 | 1975 | 1982 | 1990 | 1999 | 2010 |
| ---- | ---- | ---- | ---- | ---- | ---- | ---- |
| 1439 | 1486 | 1623 | 1781 | 1755 | 1690 | 1543 |

## Экономика
В 2010 году среди 1001 человека трудоспособного возраста (15—64 лет) 652 были экономически активными, 349 — неактивными (показатель активности — 65,1 %, в 1999 году было 66,0 %). Из 652 активных жителей работали 470 человек (271 мужчина и 199 женщин), безработных было 182 (92 мужчины и 90 женщин). Среди 349 неактивных 78 человек были учениками или студентами, 100 — пенсионерами, 171 были неактивными по другим причинам.